# Ruth Weyher
Ruth Weyher, född 28 maj 1901 i Neumark, Västpreussen (numera Nowe Miasto Lubawskie i nordöstra Polen), död 27 januari 1983 i München, tysk skådespelare och filmproducent. 

## Filmografi (urval)
- 1928 – Parisiskor
- 1923 - Schatten
- 1923 - Das alte Gesetz
- 1922 - Dämon Zirkus